# Графстрём, Андреас Абрагам
Андреас Абрагам Графстрём (швед. Anders Abraham Grafström; 10 января 1790, Сундсвалль — 24 июля 1870, Умео) — шведский поэт, биограф, историк, педагог, священник. Член Шведской академии (с 1839 года).

## Биография
С 1809 года обучался в Уппсальском университете. В 1819 году стал секретарём библиотеки Уппсальского университета. В следующем году был назначен преподавателем истории университета, позже преподавал в Военной академии Карлберга.
В 1830 году был рукоположен, в 1835 году назначен приходским священником в Умео в Вестерботтене, где прожил до самой смерти.
В 1825 году получил главный приз Шведской академии за стихотворение о свадьбе кронпринца Оскара и был принят в Академию в 1839 году, заняв там кресло № 6. Член литературного салона Магдалены Сильверстольпе. С 1841 года – член Шведской королевской музыкальной академии.
Автор сборников лирических стихов: «Skalde-Försök» (1826—32) и «Sånger från Norrland» (1841—1848), «Julliljor» и «Christeliga tänkerspråk». Написал биографию поэта Франса Микаэля Франсена. 
Полное собрание издано в 1864 году.
Его дочь София Элизабет была женой филолога Артура Хазелиуса.

## Избранная библиография
- De lingua, originis gentis Sviogothicae indice. Upsala, 1811.
- Tal öfver Högstsalig Hans Majestät Konung Carl XIII, hållet på Gustavianska Lärosalen i Upsala, den 6 maj 1818. Stockholm, 1818.
- De Statu Rerum Sveciarum ad Mortem Ingialdi Illråda Dissertatio Historica. (Beteiligt Petrus Ephraim Oldberg und Johannes P. Bosén). Dissertation Upsala 1820.
- De reformatione religionis christianae post Lutherum continuata. Upsala, 1829.
- Skalde-försök. Stockholm, 1826–1832.
- Ett år i Sverige. Stockholm, 1827-35 (Ed. Christian Didrik Forssell).
- Sånger från Norrland. Stockholm, 1841.
- Nya sånger från Norrland. Stockholm, 1848.
- Samlade skaldestycken. Stockholm, 1864.